# Bent von Müllen
Bent Glad von Müllen (8. maj 1914 i København – 29. december 1944 i Odense) var en dansk tegner og skuespiller.

## Tegneren
Müllen var søn af pianist Christian Kai von Müllen og hustru Julie Albertine Nathalie, født Glad. Han var oprindelig maler og tegner, blev uddannet på Kunsthåndværkerskolen 1932-35 og hos Harald Isenstein 1940. Müllen rejste i Italien 1934-35 og var i Paris 1936 og 1938-39, hvor han var elev hos Fernand Léger og Marcel Gromaire.
Han udstillede på Grønningen 1939 og 1945 (mindeudstilling), Statens Museum for Kunst 1940-41 og med en separatudstilling i Vagn Winkels Kunsthandel 1940 (sammen med Ib Schmedes). Posthumt blev hans tegninger udstillet på Dansk Kunstudstilling i Oslo 1946. Han var en habil portrættegner og er repræsenteret i Den Kongelige Kobberstiksamling og på Teatermuseet i Hofteatret.

## Skuespilleren
Han læste hos John Price, Henrik Bentzon og Jon Iversen og fik sin debut på de skrå brædder den 3. september 1942 på Frederiksberg Teater som Lucentio i Trold kan tæmmes. Dernæst spillede han den unge maler i Pas på malingen på Henrik Bentzons turné. Bent von Müllen blev videreuddannet på Odense Teaters elevskole og var fra 1943 til sin død ved Odense Teater, hvor han snart efter viste sit talent i flere større roller. Han havde bl.a. roller i Du skønne ungdom, I regn og i blæst, Mod fremmed kyst, Hvem er jeg, Helligtrekongersaften, Den politiske kandestøber, En tosset familie, Genboerne og 30 års henstand, hvor han spillede søofficeren, der i sidste afdeling skyder sig selv. Han fik stor succes i Peer Gynt, hvor han i 1944 spillede hovedrollen.
Müllens sidste optræden på Odense Teater 29. december 1944 i 30 års henstand blev også hans sidste dag i live, idet han blev offer for clearingmord. Gestapochefen i Odense Wolfgang Söhnlein havde oprindeligt planlagt, at Bent von Müllen og skuespillerkollegaen Arne-Ole David skulle skydes, mens de stod på scenen. Planen blev opgivet i sidste øjeblik. Efter aftenens forestilling forlangte 3 mænd at se identitetskort, og Bent von Müllen blev derpå skudt på stedet med seks skud af Kai Henning Bothildsen Nielsen. Drabet var hævn for likvideringen af en stikker.
Han er begravet på Vedbæk Kirkegård. Efter krigen blev der sat en mindeplade og buste op i teatrets tilskuerfoyer, og von Müllens forældre stiftede et legat i sønnens navn.

## Tegninger
- Kunstsamleren og maleren Elna Fonnesbech-Sandberg (tegning, 1939, Den Kongelige Kobberstiksamling); samme udført som farvelagt radering
- Skuespillerinde fru Bodil Lindorff (ca. 1943)
- Tegnede portrætter bl.a. af skuespillere; desuden tegninger, akvareller og raderinger fra rejser i Frankrig og Italien